# Xipholeptos notoides
Xipholeptos notoides (лат.) — вид головоногих моллюсков из семейства идиосепиид (Idiosepiidae). Единственный вид рода Xipholeptos. Первоначально был описан как Idiosepius notoides. Обитает в юго-западной части Тихого океана, у южной и восточной Австралии. Населяет мелководные прибрежные воды. Был зарегистрирован у берегов Нового Южного Уэльса, Южной Австралии, Тасмании и штата Виктория.
Длина мантии самок до 25 мм, а самцов не более 15,8 мм. Встречается в зарослях морских трав в заливах и бухтах, где ночью питается мелкими ракообразными, такими как креветки. Днем скрываются среди трав, прикрепляясь к ним с помощью клея, выделяемого железой на дорсальной поверхности тела. Самки прикрепляют яйца к стеблям морских трав, чаще всего из родов Heterozostera и Zostera. Считается, что у них есть пелагическая стадия развития.
Типовой образец был собран в Гулве, штат Южная Австралия (Австралия), и хранится в Южно-Австралийском музее в Аделаиде. Молекулярные данные позволяют предположить, что Xipholeptos из западной Австралии представляют собой отдельный вид, но его формальное описание ещё не произведено.